# Low and Burbank's Grant
Low and Burbank's Grant es un municipio ubicado en el condado de Coös en el estado estadounidense de Nuevo Hampshire. En el año 2010 tenía una población de 0 habitantes y una densidad poblacional de 0 personas por km².

## Geografía
Low and Burbank's Grant se encuentra ubicado en las coordenadas 44°19′46″N 71°20′53″O / 44.32944, -71.34806. Según la Oficina del Censo de los Estados Unidos, el municipio tiene una superficie total de 67.72 km², de la cual 67,71 km² corresponden a tierra firme y (0 %) 0 km² es agua.

## Demografía
Según el censo de 2010, había 0 personas residiendo en Low and Burbank's Grant. La densidad de población era de 0 hab./km². De los 0 habitantes, Low and Burbank's Grant estaba compuesto por el 0 % blancos. Del total de la población el 0 % eran hispanos o latinos de cualquier raza.